# Danh sách tập của Thử Thách Cực Hạn

## Danh sách các tập

### Mùa 6
| Tập | Ngày phát sóng (Ngày ghi hình) | Khách mời                                      | Chủ đề                      | Đội                                                               | Đội                                                               | Đội                                                                             | Địa điểm              | Kết quả |
| --- | ------------------------------ | ---------------------------------------------- | --------------------------- | ----------------------------------------------------------------- | ----------------------------------------------------------------- | ------------------------------------------------------------------------------- | --------------------- | --- |
| 1   | 10/5/2020 (6/4/2020)           | Địch Lệ Nhiệt Ba, Trương Nghệ Hưng             | Tâm nguyện                  | Không chia đội                                                    | Không chia đội                                                    | Không chia đội                                                                  | Thượng Hải            | Không có kết quả                                                                                           |
| 2   | 17/5/2020 (28/3/2020)          | Trương Nghệ Hưng                               | Người bảo vệ giấc mơ        | Hắc công tử, Bạch công tử (Lôi Giai Âm)                           | Người thủ hộ (Trương Nghệ Hưng)                                   | Dân thường (Vương Tấn, Nhạc Vân Bằng, Giả Nãi Lượng, Đặng Luân, Quách Kinh Phi) | Disneyland Thượng Hải | Thành công đánh thức công chúa                                                                             |
| 3   | 24/5/2020 (23/4/2020)          | Tống Tiểu Bảo                                  | Đốt cháy calo               | Không chia đội                                                    | Không chia đội                                                    | Không chia đội                                                                  | Thượng Hải            | Lôi Giai Âm thắng                                                                                          |
| 4   | 31/5/2020 (25/4/2020)          | Tống Tiểu Bảo, Vi Á                            | Tân thương mại điện tử      | Không chia đội                                                    | Không chia đội                                                    | Không chia đội                                                                  | Thượng Hải            | Đội Thử Thách Cực Hạn thắng                                                                                |
| 5   | 7/6/2020 (11-12/4/2020)        | Dương Siêu Việt, Châu Chấn Nam                 | Trại huấn luyện khắc nghiệt | Không chia đội                                                    | Không chia đội                                                    | Không chia đội                                                                  | Thượng Hải            | Nhạc Vân Bằng thắng trở thành vị trí trung tâm Cổ Nãi Lượng thắng nhường lại băng đội trưởng cho Vương Tấn |
| 6   | 14/6/2020 (1/6/2020)           | ―                                              | Ký ức tại Thượng Hải        | Đội thần bí (Quách Kinh Phi, Lôi Giai Âm)                         | Đội đỏ (Giả Nãi Lượng, Quách Kinh Phi, Lôi Giai Âm)               | Đội xanh (Nhạc Vân Bằng, Vương Tấn, Đặng Luân)                                  | Thượng Hải            | Đội thần bí thắng                                                                                          |
| 7   | 21/6/2020 (29/5/2020)          | ―                                              | Khám phá Đôn Hoàng          | Không chia đội                                                    | Không chia đội                                                    | Không chia đội                                                                  | Đôn Hoàng             | Đặng Luân thắng                                                                                            |
| 8   | 28/6/2020 (30/5/2020)          | A Vân Ca                                       | Tình anh em                 | Không chia đội                                                    | Không chia đội                                                    | Không chia đội                                                                  | Đôn Hoàng             | Không có kết quả                                                                                           |
| 9   | 5/7/2020 (12/6/2020)           | Tôn Nhuế (SNH48), SNH48 Team X, Bành Dục Sướng | Thượng Hải đêm kinh tế      | Không chia đội                                                    | Không chia đội                                                    | Không chia đội                                                                  | Thượng Hải            | Vương Tấn thắng                                                                                            |
| 10  | 12/7/2020                      | Triệu Tiểu Đường (THE9), Lý Quang Khiết        | Vạn vật hỗ liên thời đại    | Đội đỏ (Lôi Giai Âm, Nhạc Vân Bằng, Vương Tấn, Đặng Luân)         | Đội đỏ (Lôi Giai Âm, Nhạc Vân Bằng, Vương Tấn, Đặng Luân)         | Đội xanh (Quách Kinh Phi, Giả Nãi Lượng, Triệu Tiểu Đường, Lý Quang Khiết)      | Thượng Hải            | Đội đỏ thắng                                                                                               |
| 11  | 19/7/2020 (28/6/2020)          | Nhậm Gia Luân                                  | Trường An 12 canh giờ       | Đội tấn công (Đặng Luân, Nhạc Vân Bằng, Giả Nãi Lượng, Vương Tấn) | Đội tấn công (Đặng Luân, Nhạc Vân Bằng, Giả Nãi Lượng, Vương Tấn) | Đội gác cổng (Lôi Giai Âm, Quách Kinh Phi, Nhậm Gia Luân)                       | Vô Tích               | Đội tấn công thắng                                                                                         |
| 12  | 26/7/2020 (30/6/2020)          | THE9                                           | Trận chiến MVP              | Không chia đội                                                    | Không chia đội                                                    | Không chia đội                                                                  | Vô Tích               | Vương Tấn thắng                                                                                            |